# Bonnie Jeanne Dunbar
Bonnie Jeanne Dunbar (Sunnyside, Washington, 1949. március 3.–) amerikai űrhajósnő.

## Életpálya
1971-ben a Washingtoni Egyetemen kerámiamérnöki diplomát szerzett. Egyetem után a Boeing Computer Services elemzője. 1973–1975 között elkészített diplomamunkájának (a nátrium-béta-alumínium ionos diffúziója) eredményeként meghívást kapott Oxfordba, a Harwell Laboratóriumba. Kutatási területe a folyadékok viselkedése szilárd felületeken.
Visszatérve Amerikába a kaliforniai Rockwell International Space vezető kutatómérnöke lett. Itt az űrrepülőgépek hővédelmi rendszerét alkotó kerámiacsempék gyártási folyamatait és eszközeit tervezte.
A NASA űrrepülőgép-programjában repülésirányítóként is részt vett a Lyndon B. Johnson Űrközpontban.
1983-ban megvédte tudományos fokozatát (PhD).
Több mint 200 órát töltött egyedül a levegőben sportrepülőgéppel, másodmagával 700 órát a T–38 oktatógéppel, illetve 100 órát másodpilótaként a Cessna Citation Jet szállítógéppel.
1980. május 19-től részesült űrhajóskiképzésben. Öt űrrepülés alatt összesen 50 napot, 8 órát és 24 percet töltött a világűrben. 1996-tól a Nemzetközi Űrállomás  felkészítési programjának helyettes vezetője. Űrhajós pályafutását 2005. szeptember 30-án fejezte be. 2005-től a Washingtoni Űrhajózási Múzeum vezetője.

## Űrrepülések
- STS–61–A. A Challenger űrrepülőgép kilencedik repülése, küldetésspecialista. Összesen 7 napot, 0 órát és 44 percet töltött a világűrben. Az első alkalom, hogy amerikai űrrepülőgépen más nemzetek (európai országok: Németország, Franciaország, Svájc és Hollandia) kutatói által összeállított (több mint 75 kutatási feladat) programot hajtottak végre. A feladat végrehajtása előtt Dunbar hat hónapot töltött Európában, felkészülve az űrbeli program irányítására.
- STS–32. A Columbia űrrepülőgép kilencedik repülése, kutatásfelelős-parancsnok. Összesen 10 napot és 21 órát töltött a világűrben. Műholdat állítottak pályára, begyűjtöttek felderítő műholdat. Program szerinti kísérleteket végeztek. Dunbar irányította a kutatási programot.
- STS–50. A Columbia űrrepülőgép 12. repülése, küldetésspecialista. Összesen 13 napot, 19 órát és 30 percet töltött a világűrben. A Mikrogravitációs Laboratórium–1 lehetőségeit kihasználva 12 órás váltásban két-két űrhajós folyamatosan végezte az előírt programot. Több mint 30 kísérletet, több mint 100 kutatóprogramot hajtottak végre.
- STS–71. Az Atlantis űrrepülőgép repülése. küldetésspecialista. Összesen 9 napot, 19 órát és 22 percet töltött a világűrben. Az első űrsikló, amelyik dokkolt a Mir űrállomással. Az űrsiklót úgy alakították ki, hogy a csatlakozómodulja kompatibilis legyen az űrállomás fogadómoduljával. A kutatási programot az űrsiklóban, a Mikrogravitációs Laboratórium–1-ben. illetve a Mir űrállomáson végezték.
- STS–89. Az Endeavour űrrepülőgép repülése, küldetésspecialista-parancsnok. Összesen 8 napot, 19 órát és 48 percet töltött a világűrben. A nyolcadik Shuttle–Mir dokkolással több mint 9000 kilogramm tudományos felszerelést, logisztikai hardvert és vizet is szállított. Az előírt repülési, tudományos és kísérleti program felelőse.

### Tartalék személyzet
- A Szojuz TM–21 tartalék személyzetében kutatóűrhajós.